# Eurytoma brunniventris
Eurytoma brunniventris är en stekelart som beskrevs av Julius Theodor Christian Ratzeburg 1852. Eurytoma brunniventris ingår i släktet Eurytoma och familjen kragglanssteklar. Enligt den finländska rödlistan är arten nära hotad i Finland. Arten är reproducerande i Sverige. Artens livsmiljö är lundskogar. Inga underarter finns listade i Catalogue of Life.